# Songs for Judy
Songs for Judy je koncertní album kanadského hudebníka Neila Younga. Vydáno bylo 30. listopadu roku 2018, kdy jej uvedla Youngova vlastní společnost Shakey Pictures Records (via Reprise Records). Obsahuje písně z jeho sólového akustického turné, které odehrál v listopadu roku 1976. Kromě písní, které již dříve vyšly na studiových albech, obsahuje také dříve nevydanou píseň „No One Seems to Know“.

## Seznam skladeb
1. Songs for Judy Intro
2. Too Far Gone
3. No One Seems to Know
4. Heart of Gold
5. White Line
6. Love Is a Rose
7. After the Gold Rush
8. Human Highway
9. Tell Me Why
10. Mr. Soul
11. Mellow My Mind
12. Give Me Strength
13. Man Needs a Maid
14. Roll Another Number
15. Journey Through the Past
16. Harvest
17. Campaigner
18. Old Laughing Lady
19. The Losing End
20. Here We Are in the Years
21. The Needle and the Damage Done
22. Pocahontas
23. Sugar Mountain